# Ronaldo João da Silva
Ronaldo João da Silva (Sete Lagoas, 3 de março de 1949) é um Médico, Advogado e Político brasileiro do estado de Minas Gerais, filiado ao PDT.
Iniciou sua vida profissional como Office-Boy, na ACI de Sete Lagoas, Minas Gerais.
Também trabalhou no escritório de Contabilidade do Sr. José Benevenuto dos Santos.
Aprovado em concurso para a Caixa Econômica Federal, cumpriu carga horária no período da noite, emprego que o sustentou durante o curso de Medicina e que dele se desligou logo após a instalação do seu consultório.
Nos 41 anos anos do exercício da Medicina, contabiliza cerca de 60 mil cirurgias, de pequeno, médio e grande porte, sendo que 90% foram realizadas pelo SUS (Sistema Único de Saúde), o que o caracteriza como "Médico do Povo."
Doutor Ronaldo (como é conhecido), foi Vereador por três mandatos, Deputado Estadual por duas vezes e duas gestões Vice-prefeito de Sete Lagoas.
Atualmente, exerce o cargo de vereador da cidade de Sete Lagoas, Minas Gerais.